# 광주 향림사 소장본 조상경
광주 향림사 소장본 조상경(光州 香林寺 所藏本 造像經)은 광주광역시 서구 치평동, 향림사에 있는 조상경이다. 2012년 11월 26일 광주광역시의 유형문화재 제28호로 지정되었다.

## 개요
광주 향림사 소장본 조상경은 우리나라 최초로 1575년 담양 용천사에서 판각되어 인쇄된 초간본으로 국내 3책만 발견된 희귀본이다.
지질 및 인쇄상태가 매우 양호하고, 보존상태도 비교적 양호하다.

## 참고 자료
- 광주 향림사 소장본 조상경 - 국가유산청 국가유산포털